# Шкателов, Владимир Викторович
Владимир Викторович Шкателов (1861, Санкт-Петербург — 1940, Минск) — русский и советский химик-технолог, основоположник лесохимии в Белоруссии, доктор химических наук, академик НАН БССР (1929), Заслуженный деятель науки БССР (1938). Автор более 60 научных трудов по лесной и сельскохозяйственной технологии. Известен своим руководством и первыми производственными опытами по подсочке лиственных пород, руководил работами по гидролизу древесины. Создатель подсочной и канифольно-скипидарной промышленности СССР. Один из первых исследователей, кто выявил высокие качества русского скипидара. Исследовал новые способы переработки живицы, выявил химических состав смол.

## Биография
Родился в Санкт-Петербурге 23 апреля (5 мая) 1861 года в семье государственного служащего. Его отец Виктор Дмитриевич Шкателов (1822 — 23.06.1870) был действительным статским советником, служившим в Министерстве финансов Российской империи.
Среднее образование получал во 2-й классической, затем — в 1-й классической гимназии Санкт-Петербурга. В 1878 году поступил в Императорское Московское техническое училище, которое окончил в 1884 году по химическому отделению, и получив звание инженера-технолога.
Воинскую повинность В. В. Шкателов несёт в 1884 году в качестве вольноопределяющегося I разряда, но увольняется в запас и поступает на службу в Московско-Брестскую железную дорогу лаборантом, где занимается исследованием железнодорожных материалов до конца 1893 года.
Руководителем В. В. Шкателова стал профессор В. М. Руднев, когда Шкателов избрался в ассистенты Петровско-Разумовской Земледельческой Академии 9 ноября 1886 года. Под его руководством Шкателов занимался сельско-хозяйственной и лесной технологией, одновременно работая на железной дороге.
Свою преподавательскую деятельность Шкателов начал в 1894 г. в Ново-Александрийском Институте сельского хозяйства и лесоводства в качестве адъюнкт-профессора по кафедре сельско-хозяйственной и лесной технологии, но он также читал и лекции по органической, неорганической, агрономической химии. В 1896 году назначается ординарным профессором на кафедре сельско-хозяйственной и лесной технологии.
В 1898 году Шкателов устраивает завод сухой перегонки дерева для практических занятий со студентами.
В июле 1923 года Шкателов переезжает в Минск по приглашению своего ученика А. Т. Кирсанова, ставшего ректором образованного Белорусского Государственного Института Сельского и Лесного Хозяйства, и принимает участие в строительстве института и строит газовый завод для учебных целей.
В Ново-Александрийском Институте Шкателов работал на разных должностях, в том числе и директором Института, также он заведовал техническими сооружениями института и был заведующим химической лаборатории. С 1 октября 1926 года был образован при Центральной Лесной Опытной Станции Белоруссии Отдел лесной технологии, которым заведовал Владимир Викторович Шкателов.
Участвовал в Менделеевских съездах и на двух холодильных съездах в Париже и Москве.
В 1929 году Шкателов Владимир Викторович был избран академиком НАН БССР, а в 1930 году становится директором Института Химии НАН БССР, работал заведующим кафедры химии Белорусского лесотехнического института в Гомеле с 1930 года и заведующим лаборатории лесохимии Института химии НАН БССР с 1938 года.

## Научные исследования
Владимир Викторович Шкателов в своей диссертации «О химическом составе смол» изучил химический состав смол, основной упор сделав на русскую живицу и канифоль. За эту работу Шкателову присвоили звание учёного инженер-технолога, что в последующем отвечало учёной степени доктора химических наук. Диссертацию Шкателова высоко оценил Д. И. Менделеев, который использовал данные работы для обоснования предложения повышения ставок на иностранный скипидар и смолу.
Работа Шкателова показала рентабельность подсочного промысла в России. В Белоруссии Владимир Викторович изучал состав и свойства смоляных кислот белоруской сосны, которая оказалась аналогична американской и французской сосне. В 1926 году изучал добычу живицы и канифоли из крымской сосны. Шкателов вёл широкомасштабные исследования по изучению техники подсочки сосны и технологии сбора живицы, которые позволили построить в Белоруссии Бобруйский и Борисовский канифольно-скипидарные заводы, а также Новобелицкий канифольно-мыловаренный завод в 1929—1930 года.
Владимир Викторович Шкателов является основоположником белорусской научной школы в области лесохимии, воспитав большой коллектив учёных-лесохимиков

## Почести и награды
В 1919 году решением Совета Харьковского Сельско-хозяйственного Института Шкателов получил звание заслуженного профессора.
В 1929 году был избран академиком НАН БССР.
В 1938 году Шкателову присвоено звание Заслуженного деятеля науки БССР.

## Память
В честь Владимира Викторовича Шкателова названа лаборатория химии природных высокомолекулярных соединений Института физико-органической химии Академии наук Белоруссии. Похоронен на военном кладбище в Минске.

## Интересные факты
В. В. Шкателов предсказал появление Ауэровских газовых горелок, которые используют древесный газ.
Шкателов хорошо владел французским языком и некоторые его работы издавались в Париже на французском языке. Он был желанным гостем во Франции и даже дарил французам коллекцию смоляных кислот.